# 富田林市立彼方小学校
富田林市立彼方小学校（とんだばやししりつ おちかたしょうがっこう）は、大阪府富田林市大字彼方にある公立小学校。

## 通学区域
- 楠風台一丁目から三丁目、大字西板持、西板持町(八丁目1番2号、九丁目1番11号を除く。)、大字佐備のうち次の区域(333番地)、不動ケ丘町、大字彼方、大字伏見堂、大字横山、大字嬉[1]

※卒業後は基本的に富田林市立第二中学校又は富田林市立第三中学校に進学する。